# アーサー・ベンジャミン

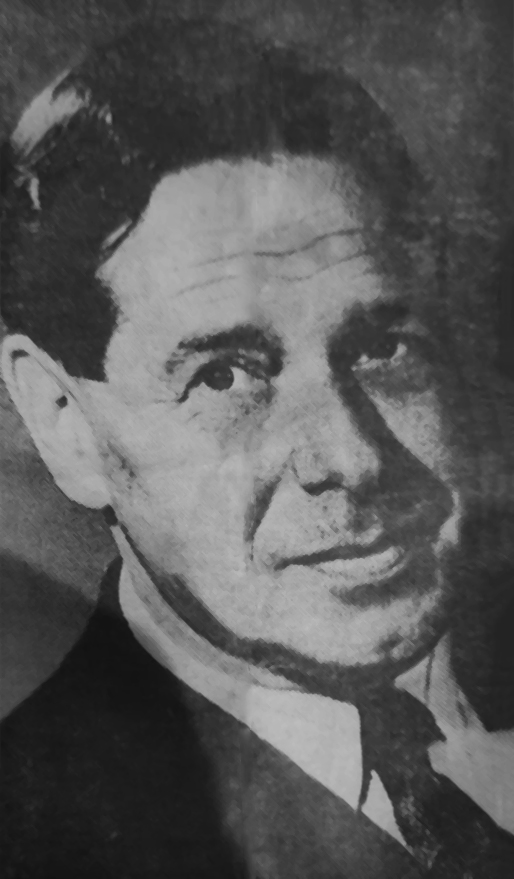
アーサー・ベンジャミン

アーサー・レスリー・ベンジャミン（Arthur Leslie Benjamin、1893年9月18日 シドニー - 1960年4月10日 ロンドン）は、オーストラリア出身のイギリスの作曲家。
ブリスベンのグラマー・スクールから奨学金を得て1911年に渡英し、ロンドン王立音楽大学に入学。チャールズ・ヴィリアーズ・スタンフォード最晩年の高弟となる。第一次世界大戦中は、歩兵隊や空軍に従軍した。1921年にイングランドに戻り、王立音楽大学ピアノ科教授に就任。門下にベンジャミン・ブリテンがいる。1960年に癌のため他界。

## 作品
1938年に手遊びで作曲した「ジャマイカ・ルンバ (Jamaican Rumba)」があまりに有名となったため（国名を有名にしてもらった見返りとして、ジャマイカ政府から1樽ぶんのラム酒をただで贈られた）、一般にはライト・ミュージックの作曲家と見做されがちだが、実際には数多くの歌劇や合唱曲・器楽曲を手懸けたクラシック音楽の作曲家である。スタンフォードの寵愛を得られたのも、ベンジャミンがブラームスの崇拝者だったからであった。しかしながら作風においては、フランス近代音楽、とりわけ新古典主義音楽の影響を少なからず受け、劇的であるというよりリズミカルで愉悦感に富み、おおむね色彩的・感覚的である。代表作としては、交響曲と2曲のピアノ協奏曲（協奏曲とコンチェルティーノ）のほかに、ヤッシャ・ハイフェッツのために作曲された「ロマンティックな組曲」（実質的なヴァイオリン協奏曲）がある。ヒチコック映画『知りすぎていた男』では、音楽監督バーナード・ハーマンによってベンジャミンのカンタータ「時化 (Storm Clouds)」が用いられた。
また彼はドメニコ・チマローザのチェンバロ・ソナタから4曲を選び、編曲してオーボエ協奏曲に仕立て上げ、「チマローザのオーボエ協奏曲」として有名になった。

## 主要作品
- 交響曲 第1番 Op.45